# Donje Ponikve
Donje Ponikve su naseljeno mjesto u općini Čajniču, Republika Srpska, BiH. Nalaze se južno od Luške rijeke, uz granicu s Crnom Gorom.
Godine 1985. spojeni su s naseljem Gornjim Ponikvama u naselje Ponikve (Sl. list SRBiH 24/85).

## Stanovništvo
| Narod     | Popis 1961. | Popis 1971. | Popis 1981. |
| --------- | ----------- | ----------- | ----------- |
| Hrvati    |             |             |             |
| Muslimani |             |             |             |
| Srbi      | 174         | 121         | 82          |
| ostali    |             | 1           | 1           |
| Ukupno    | 174         | 122         | 83          |